# 天主教阿福加杜斯-达因加泽拉教区
天主教阿福加杜斯-达因加泽拉教區（拉丁語：Dioecesis Afogadensis de Ingazeira）是巴西一個天主教教區，位於伯南布哥州西北部。屬奧林達暨累西腓總教區。
教區成立於1956年7月2日，2012年有教友349,000人，佔總人口93.3%。有廿四個堂區、司鐸廿九人。現任教區主教為基爾斯·比索爾。